# عامره العليا (ماوية)

تعديل مصدري - تعديل

عامره العليا  هي إحدى قرى مديرية ماوية بمحافظة تعز اليمنية، بلغ تعداد سكانها 120 نسمة حسب التعداد السكاني في اليمن في 2004.